# Windows DVD メーカー
Windows DVD メーカー (Windows DVD Maker) は、画像や映像をDVDビデオにするソフトウェア。Windows Vistaのプレミアムエディション (Home Premium, Ultimate) とWindows 7に収録されている。
オーサリングツールでありライティングソフトウェアであるため、何もない状態からではDVDビデオを作成できず、素材画像や素材映像を用意した時点から使用する。

## 概要
Windows DVD メーカーは簡単な操作でDVDビデオを作成できる。まず、写真とビデオをリストに追加して、DVDのタイトルを決める。必要であれば、再生設定 · ビデオの縦横比率 · ビデオ形式の設定をする。次に、DVDのメニューについてカスタマイズする。最後に「書き込み」ボタンをクリックすればDVDへの書き込みが開始される。

### 特徴
- Windows DVD メーカーで作成したDVDはMPEG-2形式で書き込まれるため、市販のDVDプレーヤーでも再生できる。
- 凝った映像効果のメニュー画面を簡単に作成できる。
- OS付属のプログラムであるため、市販のアプリケーションのように単独製品として別途購入する必要がない。

- 操作を簡便化した反面、編集や設定の自由度に欠く側面がある。
  - 圧縮率の指定などの、細かな設定ができない。
  - インデックスを手動で指定する機能がないなどの制限がある。
  - 今日では一般的になったHDビデオファイルのAVCHDファイルの読み込みに対応していない。
  - 他の常駐ツールやドライバーとの協調性に乏しく、システム構成に起因してエラーを起こしやすい。
  - 基本設定までは記録できるが、エンコード中の途中データを記録しておらず、エラーなどで作業停止すると一番時間が掛かるエンコードからやり直しとなる。